# Werner Schwab
Werner Schwab (ur. 4 lutego 1958, zm. 1 stycznia 1994 w Grazu) – austriacki dramatopisarz i artysta.

## Życiorys
Urodził się w ubogiej rodzinie. Religijna matka, pracująca jako sprzątaczka w zamożnych domach, wychowywała go samotnie. Od 1974 roku uczęszczał w Grazu do Szkoły Rzemiosła Artystycznego (Kunstgewerbeschule), gdzie między innymi poznał Ingeborg Orthofer, swą przyszłą żonę. Od 1978 do 1982 roku był studentem rzeźby w Akademii Sztuk Pięknych w Wiedniu. W 1981 wyprowadził się z żoną na wieś we wschodniej Styrii, gdzie zajmował się zarówno gospodarstwem rolnym jak dramatopisarstwem. Po ośmiu latach porzucił rodzinę i przeprowadził się do Grazu, by skupić się na twórczości.
Szwab był alkoholikiem, o którym mówiono, że pisze swe sztuki jedynie późno w nocy, słuchając głośnej muzyki (zwłaszcza grupy Einstürzende Neubauten, z członkami której zaprzyjaźnił się). Jego ciało znaleziono w 1994 w Nowy Rok, zmarł z powodu przedawkowania alkoholu.

## Twórczość
Na początku studiów na Akademii Sztuk Pięknych napisał dwa dramaty: brack komma ein i schlagen da zwai, inspirowane eksperymentami językowymi Oswalda Weinera i Konrada Bayera. W 1989 jest jednym z założycieli grupy artystycznej Intro Graz Spection, w ramach której wystawia swój pierwszy performance, Das Lebendige ist das Leblose der Musik.
Rok później, w 1990 r. miała miejsce w Wiedeńskim Theater im Künstlerhaus pierwsza premiera jego dramatu, Prezydentek. Do swej śmierci, która miała miejsce zaledwie 4 lata później, zdołał stworzyć jeszcze dalszych 14 sztuk. Za jego życia wystawiono 8 dramatów, dzięki czemu jego kariera była jedną z najkrótszych, najbardziej spektakularnych i kontrowersyjnych we współczesnym teatrze niemieckojęzycznym.
W 1991 r. miesięcznik Theater heute nagrodził go tytułem Nowego Dramatyka Roku (Nachwuchsdramatiker des Jahres), a w 1992 – tytułem Dramatopisarza Roku (Dramatiker des Jahres). Premiera Zagłady ludu (Monachium 1991) dała Schwabowi w 1992 r. Nagrodę Dramatyczną Mülheim (Mülheimer Dramatikerpreis).
Dzieło Schwaba jest bliskie grotesce. Częste jest użycie wulgaryzmów, odniesień do seksualności oraz przełamywanie tabu. Schwab odnowił tradycję niemieckiego ekspresjonizmu, jego sztuki pełne są surrealnych obrazów przemocy i degradacji, mocno osadzone w rodzimej, austriackiej tradycji czarnej komedii. Schwab pojmował teatr jako sztukę antyburżuazyjną.
Używał w swej twórczości tekstowych kolaży i intertekstualności. Jego dramat Szaleństwo Troilusa i teatr Kresydy jest pastiszem szekspirowskiego Troilusa i Kresydy w groteskowym stylu.
Inną charakterystyczną cechą jego tekstów jest wykorzystanie możliwości języka niemieckiego do tworzenia neologizmów. Są one w związku z tym niezwykle trudne w przekładzie.
Dwa zbiory tekstów dramatycznych wyszły za życia Wernera Schwaba: Dramaty fekaliczne (Fäkaliendramen) w 1991, zawierające:
- Prezydentki
- Nadwaga, nieważne: bezkształt
- Zagłada ludu
- Moja Psia Twarz

oraz Komedie królewskie (Königskomödien) w 1992, zawierające:
- Offene Gruben und offene Fenster
- Wysoki Schwab: Żywe jest nieżywym i muzyką
- Der Himmel mein Lieb meine sterbende Beute
- Wreszcie martwy. Wreszcie brakuje powietrza.

Po śmierci autora wydano zbiór Dramaty III (Dramen III), zawierający:
- Szaleństwo Troilusa i teatr Kresydy
- Faust: moja klatka piersiowa, mój hełm
- Pornogeographie. Sieben Gerüchte
- Eskalation ordinär
- Antyklimaks.

## Nagrody i wyróżnienia
- 1991 Nachwuchsdramatiker des Jahres
- 1992 Mülheimer Dramatikerpreis
- 1992 Dramatiker des Jahres

### Sztuki
- brack komma ein; 1978, niewystawiana.
- stück; schlagen da zwei; 1978, niewystawiana.
- Das Lebendige ist das Leblose der Musik; prapremiera: „Bronx”, Graz 1989.
- Prezydentki (Die Präsidentinnen); prapremiera: Künstlerhaus Wien, 1990; polska prapremiera: Teatr STU, Kraków 1991, reż. Grzegorz Wiśniewski.
- Nadwaga, nieważne: bezkształt (Übergewicht, unwichtig: Unform. Ein europäisches Abendmahl); prapremiera: Schauspielhaus Wien, 1991.
- Zagłada ludu (Volksvernichtung oder Meine Leber ist sinnlos); prapremiera: Münchner Kammerspiele, 1991; polska prapremiera: Moja wątroba jest bez sensu albo zagłada ludu, Teatr Współczesny w Szczecinie, 1997, reż. Anna Augustynowicz.
- Moja Psia Twarz (Mein Hundemund); prapremiera: Schauspielhaus Wien, 1992.
- Offene Gruben und offene Fenster. Ein Fall von Ersprechen; prapremiera: Donaufestival Krems, 1992.
- Mezalians, czyli rżniemy się pysznie (Mesalliance aber wir ficken uns prächtig); prapremiera: Schauspielhaus Graz (w ramach festiwalu Steirischer Herbst), 1992.
- Der Himmel mein Lieb meine sterbende Beute; prapremiera: Staatstheater Stuttgart, 1992.
- Pornogeographie. Sieben Gerüchte; prapremiera: Schauspielhaus Graz (w ramach festiwalu Steirischer Herbst), 1993.
- Wreszcie martwy. Wreszcie brakuje powietrza (Endlich tot, endlich keine Luft mehr); prapremiera: Saarländisches Staatstheater, 1994.
- Faust: moja klatka piersiowa, mój hełm (Faust :: Mein Brustkorb :: Mein Helm); prapremiera: Hans Otto Theater Potsdam, 1994; polski przekład: Jerzy Kałążny.
- Czarujący korowód według Korowodu czarującego pana Arthura Schnitzlera (DER REIZENDE REIGEN nach dem Reigen des REIZENDEN HERRN ARTHUR SCHNITZLER); prapremiera: Schauspielhaus Zürich, 1995; polska prapremiera: Teatr im. Stefana Jaracza w Łodzi, 2002, reż. Bogdan Hussakowski.
- Eskalation ordinär. Ein Schwitzkastenschwank in sieben Affekten. prapremiera: Deutsches Schauspielhaus Hamburg, 1995.
- Szaleństwo Troilusa i teatr Kresydy (Troilluswahn und Cressidatheater); prapremiera: Schauspielhaus Graz, 1995; czytanie sceniczne: Teatr Polski we Wrocławiu, 2012, dramaturgia: Aśka Grochulska.
- Antyklimaks (Antiklimax); prapremiera: Kampnagel, Hamburg 1994; polska prapremiera: Teatr im. Wojciecha Bogusławskiego w Kaliszu, 2000, reż. zbiorowa pod kier. Joanny Chojki.
- Wysoki Schwab: Żywe jest nieżywym i muzyką (Hochschwab: Das Lebendige ist das Leblose und die Musik); prapremiera: Schauspielhaus Wien, 1996; polski przekład: Jerzy Kałążny.

### Proza
- Joe Mc Vie alias Josef Thierschädl; 1988 (pierwsze wydanie 2007).
- Abfall, Bergland, Cäsar. Eine Menschensammlung; 1990 (pierwsze wydanie 1992).

### Podstawowe wydania książkowe
- Fäkaliendramen; Droschl, Graz 1991, ISBN 3-85420-221-0.
- Werner Schwab, Königskomödien, wyd. Erstausg, Graz: Droschl, 1992, ISBN 3-85420-289-X, OCLC 27641096. Brak numerów stron w książce
- Dramen III; Droschl, Graz 1994, ISBN 3-85420-391-8.
- Zagłada ludu albo moja wątroba jest bez sensu. Radykalna komedia, poświęcona mnie samemu, autorowi, wielkowymiarowemu kłamcy; przełożył Jacek Stanisław Buras; w: Dialog, 1994 nr 6, strony 67-91.
- Prezydentki. Korowód. Antyklimaks; przełożyła Monika Muskała; Księgarnia Akademicka, Kraków 1999.
- Moja Psia Twarz; Panga Pank, Kraków 2009, ISBN 978-83-926562-7-2; zawiera teksty: Prezydentki, Korowód, Antyklimaks (tłum. Monika Muskała), Moja Psia Twarz i Wreszcie martwy. Wreszcie brak powietrza (tłum. Mateusz Borowski i Małgorzata Sugiera).
- Szaleństwo Troilusa i teatr Kresydy, przełożyli Małgorzata Sugiera i Mateusz Borowski; w: Córki Leara i inne parafrazy; Panga Pank, Kraków 2011, ISBN 978-83-62711-01-7.

## Źródła
- Ulm Sanford, Gerlinde, Afterword to Schwab, An Anthology of Plays (Ariadne, 1999)